# 高畑村
高畑村（たかはたむら）は、岐阜県加茂郡にあった村。現在の富加町高畑にあたる。

## 地理
- 河川：津保川

## 歴史
- 幕末時点では美濃郡代が管轄する幕府領。
- 1889年（明治22年）7月1日 - 町村制の施行により、近世以来の高畑村が単独で自治体を形成。
- 1897年（明治30年）4月1日 - 滝田村・羽生村・大山村・夕田村と合併して富田村が発足。同日高畑村廃止。

## 交通

### 鉄道路線
現在は旧村域を長良川鉄道越美南線が通過するが、当時は未開業。

### 道路
現在は旧村域を国道418号が通過するが、当時は未指定。